# Artonis
Genre
Synonymes
- Anania Thorell, 1895 nec Huebner, 1823

Artonis est un genre d'araignées aranéomorphes de la famille des Araneidae.

## Distribution
Les espèces de ce genre se rencontrent en Birmanie et en Éthiopie.

## Liste des espèces
Selon World Spider Catalog (version 17.0, 29/02/2016) :
- Artonis bituberculata (Thorell, 1895)
- Artonis gallana (Pavesi, 1895)

## Publications originales
- Simon, 1895 : Histoire naturelle des araignées. Paris, vol. 1, p. 761-1084 (texte intégral).
- Thorell, 1895 : Descriptive catalogue of the spiders of Burma. London, p. 1-406 (texte intégral).